# テロとの戦いの真相
『テロとの戦いの真相』（テロとのたたかいのしんそう、英: The Power of Nightmares: The Rise of the Politics of Fear）は、BBCで2004年に放送されたドキュメンタリー番組である。監督はアダム・カーティス。英国アカデミー賞のBest Factual Series or Strandを受賞した。
日本では、NHK BS2の『BS世界のドキュメンタリー』にて放送された。

## エピソード
1. イスラム過激派の誕生 - Baby It's Cold Outside
2. ビン・ラディンの実力 - The Phantom Victory
3. 作られた恐怖 - The Shadows in the Cave